# Höckhultesjön
Höckhultesjön är en sjö i Oskarshamns kommun i Småland och ingår i Viråns huvudavrinningsområde. Sjön har en area på 0,0711 kvadratkilometer och ligger 109 meter över havet.

## Delavrinningsområde
Höckhultesjön ingår i det delavrinningsområde (636500-151710) som SMHI kallar för Mynnar i Näjern. Medelhöjden är 113 meter över havet och ytan är 25,13 kvadratkilometer. Räknas de 2 avrinningsområdena uppströms in blir den ackumulerade arean 96,03 kvadratkilometer. Illån som avvattnar avrinningsområdet har biflödesordning 2, vilket innebär att vattnet flödar genom totalt 2 vattendrag innan det når havet efter 40 kilometer. Avrinningsområdet består mestadels av skog (80 procent) och jordbruk (12 procent). Avrinningsområdet har 0,7 kvadratkilometer vattenytor vilket ger det en sjöprocent på 2,6 procent.